# Yinqueshan-Bambustexte aus der Han-Zeit
Die Yinqueshan-Bambustexte aus der Han-Zeit (chinesisch 銀雀山漢簡 bzw. 银雀山汉简, Pinyin Yínquèshān Hànjiǎn) wurden 1972 in den Gräbern Nr. 1 und 2 am Fuße des Yinqueshan („Silbersperlingsgebirges“), südöstlich der Stadt Linyi in der Provinz Shandong entdeckt. In Grab Nr. 1 wurden 4942 eng beschriebene Bambusstreifen entdeckt, die Teile von bekannten Texten enthalten sowie eine Anzahl von bislang unbekannten Militärtexten und Texten über Wahrsagerei, von denen sich herausgestellt hat, dass sie Kapiteln in den alten philosophischen Werken Guanzi und Mozi ähneln. Der Grabbesitzer wurde als Offizier mit dem Familiennamen Sima identifiziert.
Das im selben Jahr ausgegrabene Grab Nr. 2 enthielt 32 beschriebene Bambusstreifen, die deutlich Abschnitte eines Kalenders für das 134 v. Chr. darstellen.
Die Zeit des Begräbnisses für beide Gräber wurde auf ca. 140 v. Chr./134 v. Chr. und 118 v. Chr. datiert, die Texte wurden davor auf die Bambusstreifen geschrieben. Nach der Restaurierung und richtigen Anordnung wurden die Streifen in eine Ordnung von neun Gruppen und 154 Abschnitten gebracht. Die erste Gruppe beinhaltete 13 fragmentarische Kapitel von Sunzis Die Kunst des Krieges und fünf unbestimmte Kapitel; die zweite Gruppe waren die 16 Kapitel von Sun Bins Kriegskunst, die 1400 Jahre vermisst waren; die dritte beinhaltete die sieben originalen und verlorenen Kapitel aus den Sechs Strategien (Tai Gong liutao bzw. Liutao) (von dem vor diesem bedeutenden Fund nur die Titel der verlorenen Kapitel bekannt waren); die vierte und fünfte beinhaltete fünf Kapitel aus dem Wei Liaozi und 16 Kapitel aus dem Yanzi chunqiu; die restlichen Gruppen beinhalteten anonyme Schriften.

## Inhalte
| Gruppe | Chinesisch                        | Übersetzung                                                                               | ##      |
| ------ | --------------------------------- | ----------------------------------------------------------------------------------------- | ------- |
| 01     | 孫子兵法 （十三篇殘文；佚文五篇） | Die Kriegskunst des Meisters Sun (Sunzi bingfa) (13 Kapitel und 5 zugeschriebene Kapitel) | 001-018 |
| 02     | 孫臏兵法 （十六篇）               | Kriegskunst des Sun Bin (Sun Bin bingfa) (16 Kapitel)                                     | 019-034 |
| 03     | 尉繚子 （五篇）                   | Wei Liaozi (5 Kapitel)                                                                    | 035-039 |
| 04     | 晏子 （十六篇）                   | Yanzi (bzw. Yanzi chunqiu) (16 Kapitel)                                                   | 040-055 |
| 05     | 六韜 （七篇殘文；傳本佚文七篇）   | Sechs Strategien (Liutao) (7 originale und zugeschriebene Kapitel)                        | 056-069 |
| 06     | 守法 守令十三篇 （十篇）          | Aufrechterhaltung von Friede und Ordnung Shoufa, Shouling (10 Kapitel)                    | 070-079 |
| 07     | 論政論兵之類 （五十篇）           | Diskurs über Politik und Krieg usw. (Zhenglun, Zhengbing) (50 Kapitel)                    | 080-129 |
| 08     | 陰陽時令占候之類 （十二篇）       | Yin Yang und Wahrsagerei usw. (Yinyang, Shiling, Zhanhou) (12 Kapitel)                    | 130-141 |
| 09     | 其他之類 （十三篇）               | andere usw. (13 Kapitel)                                                                  | 142-154 |